# Cónclave de 1585
El cónclave de 1585 (21-24 de abril) se organizó en Roma después de la muerte del Gregorio XIII entre el 21 y el 24 de abril de 1585. En dicho cónclave salió electo el cardenal Felice Piergentile, quien adoptó el nombre de Sixto V. Como cardenal, se le conocía como el cardenal Montalto.

## Votaciones
Cuarenta y dos de los sesenta cardenales entraron en el cónclave, que comenzó en el Vaticano el 21 de abril, Domingo de Pascua. En la ceremonia de apertura, de los sesenta cardenales vivos, treinta y nueve estaban presentes. Tres llegaron más tarde, pero a tiempo de votar: André de Austria, Ludovico Madruzzo de Trento y Guido Luca Ferraro de Vercelli. Se formaron dos facciones. La primera fue liderada por el cardenal Ferdinando de' Médici y el segundo por Luigi de Este, nieto del rey Luis XII de Francia. Hacía menester encontrar a un candidato de consenso.
La primera votación parecía favorecer a los cardenales Pier Donato Cesi y Guglielmo Sirleto, pero la mañana siguiente, habían sido abandonados. Queriendo evitar la influencia potencial de cardenales que aún no habían llegado, Mèdici, enseguida, propuso dos nombres a D'Este: los cardenales Albani y Montalto, y les invitó a presentarse. De Éste impuso condiciones, sin embargo, el acuerdo proyectado, cuando la noticia salió, causó mucha indignación. A través de una serie de informaciones erróneas y tretas, Médici convenció a los cardenales de que Montalto no era su candidato.
El cardenal Ludovico Madruzzo, que era el líder designado de la facción española, llegó a Roma y tuvo conversaciones con los embajadores de España y del Sacro Imperio, antes de entrar en el cónclave. Se encontró de inmediato con Este, sabiendo que a él no le gustaba su propio favorito, impagable como un completamente pro-francés, se declaró contrario a Albani, y, por tanto, en favor de Montalto, Con el tiempo, Médici y Gesualdo, en seguida, presionaron a Madruzzo. adeptos, todavía carecían cuatro votos en Médici y De Este. Estos sólo podían obtenerse del grupo de cardenales creados por Gregorio XIII, organizado por Alessandro Farnese, el decano del Sacro Colegio Cardenalicio. Aquella noche llegó el cardenal Ferrero.
El 24 de abril, Médici explicó a Montalto todo lo que había hecho, y le aconsejó bajo la forma de cómo conducir la reunión. De Éste se reunió con Farnese, que creía que Montalto no tendría votos, y exitoso engañarle. Durante una reunión en la Capela Paulina, De Este reclutó a Vastavillani, Cardenal Camarlengo, Giovanni Battista Castagna, cardenal de San Marcello, y Francisco Sforza. Cuando finalmente los cardenales estaban reunidos en la Capilla Sixtina, De Este declaró que no era necesario proceder a una votación, puesto que era obvio que el nuevo papa estaba allí. Sin oposición de los cardenales pasó a hacer un homenaje (adoración) a Montalto aunque después por razones formales, se votó en voz alta. La votación fue unánime.
El cardenal François de Joyeuse llegó Roma demasiado tarde para participar en el cónclave.
Cuando fue elegido, Montalto escogió el nombre de Sixto V.